# 한국국제소믈리에협회
한국국제소믈리에협회(KISA : Korea International Sommelier Association)는 전통주, 국산와인 등의 세계화 및 식품·외식산업 정책 성과의 극대화를 위하여 해외에 마케팅 활동과 한국을 방문하는 외국인들에게 한식과 조화를 이루는 전통주, 국산와인 등을 홍보하고 판매를 지원하며, 소믈리에의 자질 향상과 국산 와인에 관한 전문지식을 보급하여 국민의 건강한 식생활 개선과 와인문화 정착을 목적으로 2009년 2월 19일 설립된 대한민국 농림수산식품부 소관의 사단법인이다. 사무실은 서울 성동구 성수이로24길 50 희은빌딩 별관4층에 있다.

## 주요 사업
- 한식의 세계화와 함께 전통주·한국 와인의 해외 마케팅 활동
- 한식과 전통주·한국 와인의 조화 연구
- 외국인에게 전통주·한국와인의 홍보
- 국민들에게 건전한 전통주·와인 문화 보급
- 국내의 전통주·와인 소믈리에 양성과 교육
- 전통주 와인 서비스 품질관리를 위한 전통주·와인 소믈리에 자격검정
- 국제소믈리에협회(ASI: Association of Sommelier International)와의 정보 교류
- 기타 본회의 발전에 필요한 제반사업

## 회원 자격

### 정회원
- 국내외에서 와인 소믈리에 자격을 득한 자
- 호텔 식음로, 외식업체, 양조장에서 와인·전통주 업무를 3년이상 수행한 자
- 대학에서 전임교수 또는 겸임교수로서 와인·전통주 관련 과목을 강의하는 자

### 준회원
- 와인·전통주에 관심이 있는 자

### 명예회원
- 본 협회의 발전에 공헌한 자

## 같이 보기
- 소믈리에